# Anolis transversalis
Espèce
Synonymes
- Dactyloa transversalis (Duméril, 1851)
- Anolis buckleyi O'Shaughnessy, 1880

Anolis transversalis est une espèce de sauriens de la famille des Dactyloidae.

## Répartition
Cette espèce se rencontre dans le Sud du Venezuela, en Colombie, en Équateur, au Pérou, en Bolivie et au Brésil en Amazonas, en Acre et au Rondônia.

## Publication originale
- Duméril & Duméril, 1851 : Catalogue méthodique de la collection des reptiles du Muséum d'Histoire Naturelle de Paris. Gide et Baudry/Roret, Paris, p. 1-224 (texte intégral).